# Eupanacra automedon
Eupanacra automedon är en fjärilsart som beskrevs av Walker 1856. Eupanacra automedon ingår i släktet Eupanacra och familjen svärmare. Inga underarter finns listade i Catalogue of Life.

## Beskrivning

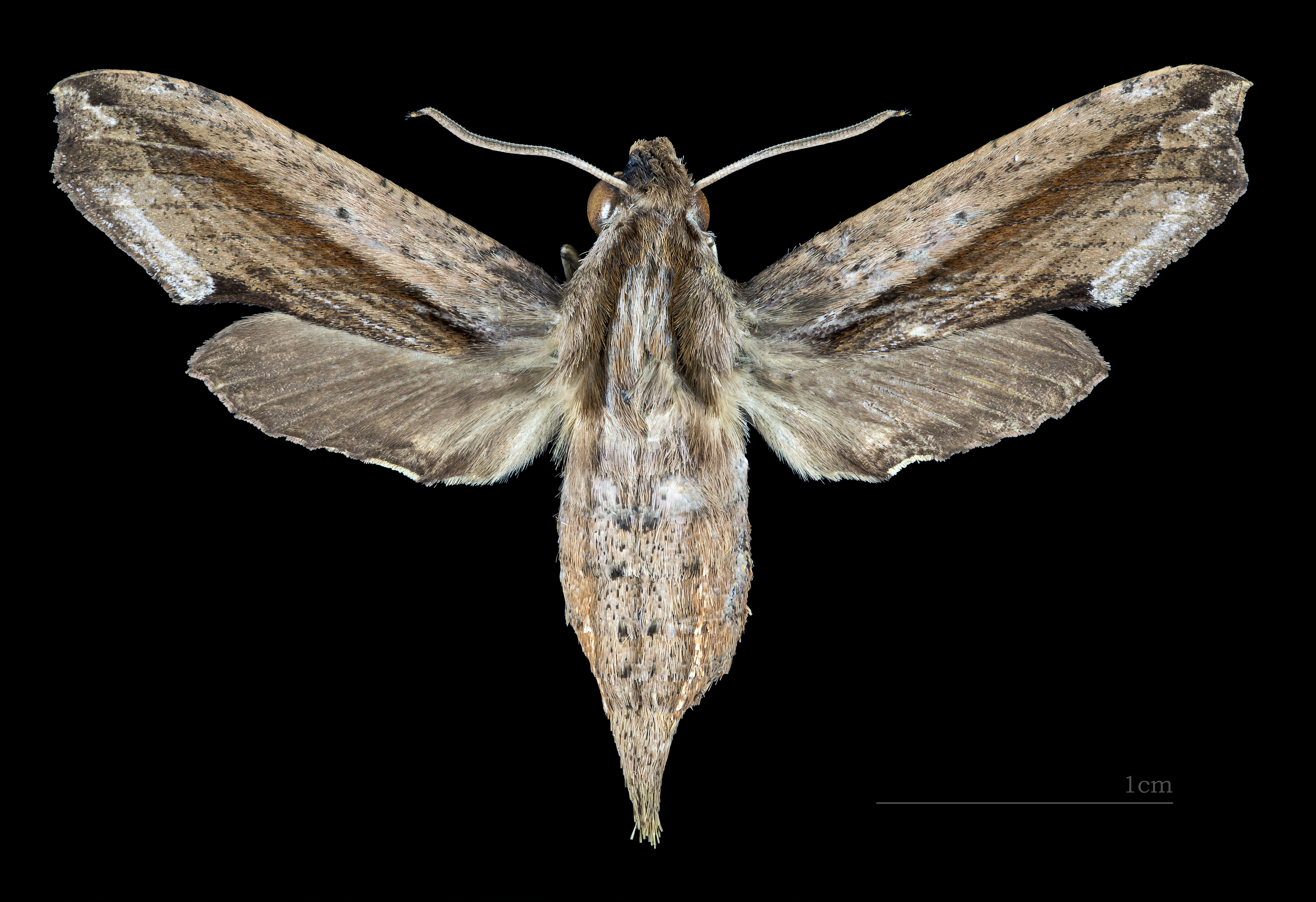
Eupanacra automedon  ♀
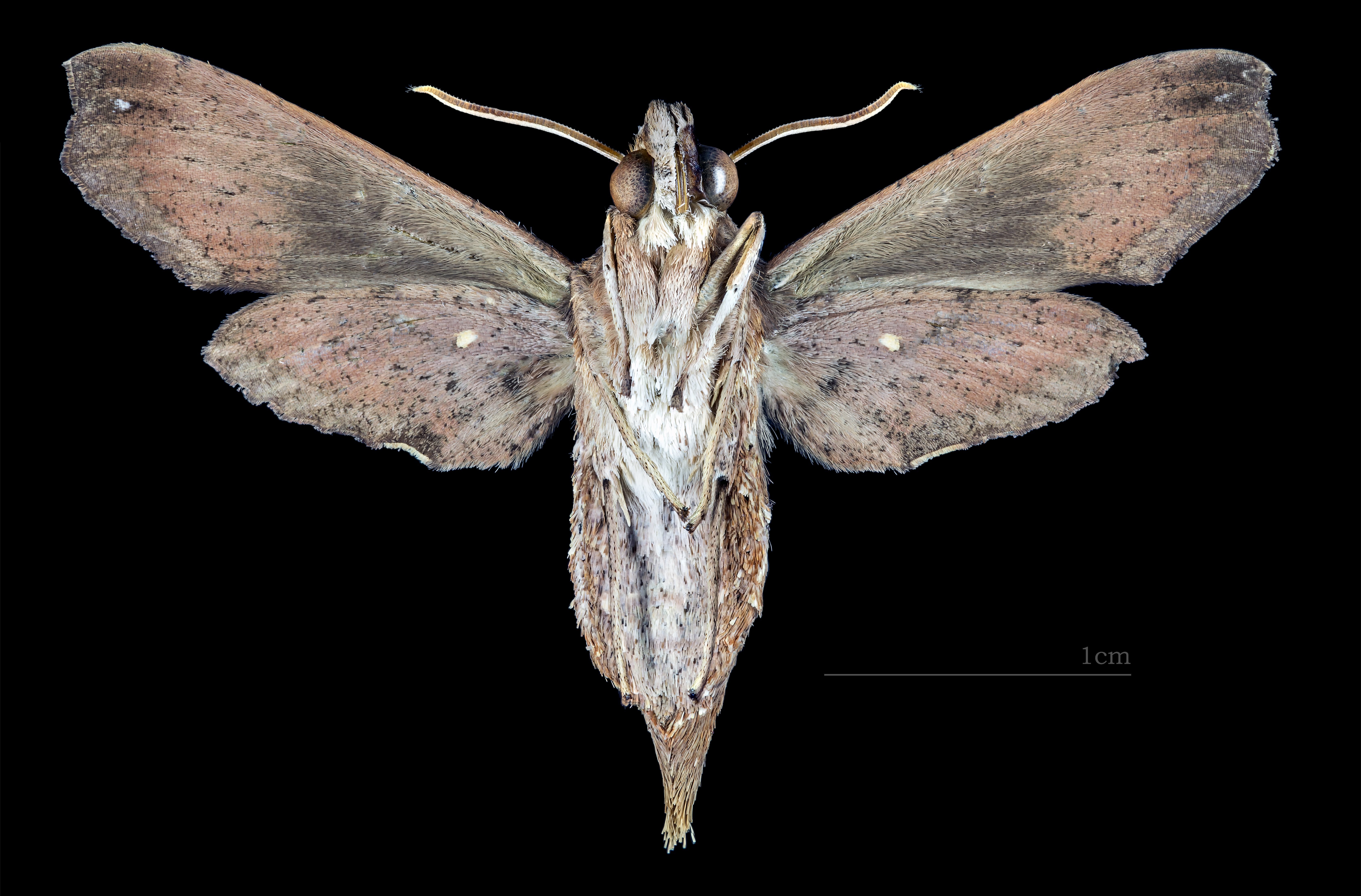
Eupanacra automedon  ♀ △